# Woodacre
Woodacre és una concentració de població designada pel cens dels Estats Units a l'estat de Califòrnia. Segons el cens del 2000 tenia 1.393 habitants.

## Demografia
Segons el cens del 2000, Woodacre tenia 1.393 habitants, 548 habitatges, i 381 famílies. La densitat de població era de 295,5 habitants/km².
Dels 548 habitatges en un 34,3% hi vivien nens de menys de 18 anys, en un 55,3% hi vivien parelles casades, en un 11,3% dones solteres, i en un 30,3% no eren unitats familiars. En el 19,5% dels habitatges hi vivien persones soles el 4,4% de les quals corresponia a persones de 65 anys o més que vivien soles. El nombre mitjà de persones vivint en cada habitatge era de 2,54 i el nombre mitjà de persones que vivien en cada família era de 2,9.
Per edats la població es repartia de la següent manera: un 23% tenia menys de 18 anys, un 3,7% entre 18 i 24, un 25,8% entre 25 i 44, un 38,8% de 45 a 60 i un 8,7% 65 anys o més.
L'edat mitjana era de 44 anys. Per cada 100 dones de 18 o més anys hi havia 88,2 homes.
La renda mitjana per habitatge era de 62.917 $ i la renda mitjana per família de 71.250 $. Els homes tenien una renda mitjana de 50.109 $ mentre que les dones 40.167 $. La renda per capita de la població era de 31.996 $. Entorn del 3,9% de les famílies i el 6,6% de la població estaven per davall del llindar de pobresa.

## Poblacions més properes
El següent diagrama mostra les poblacions més properes.